# 마를로티엘라
마를로티엘라(marlothiella, 학명: Marlothiella gummifera 마를로티엘라 굼미페라[*])는 미나리아과의 단형 족인 마를로티엘라족(marlothiella族, 학명: Marlothielleae 마를로티엘레아이[*])의 단형 속인 마를로티엘라속(marlothiella屬, 학명: Marlothiella 마를로티엘라[*])에 속하는 유일한 종이다. 나미비아에 분포한다.